# Chwile (film)
Chwile (hindi: लम्हे / Lamhe, urdu: لمہے) to bollywoodzki dramat miłosny z 1991 roku w reżyserii Yasha Chopry do scenariusza Honey Irani. W rolach głównych wystąpili Anil Kapoor i Sridevi, a towarzyszyli im też Waheeda Rehman i Anupam Kher. Zdjęcia kręcono w indyjskim stanie Radżastan oraz w Londynie.
Film cieszył się uznaniem krytyków i był popularny w Anglii, choć mniej w Indiach (być może ze względu na historię związku starszego mężczyzny z młodziutką dziewczyną). Mimo braku sukcesu u indyjskich widzów, film uzyskał Nagrodę Filmfare dla Najlepszego Filmu.

## Fabuła
Virendra Pratap Singh (Anil Kapoor) po wielu latach speędzonych w Londynie odwiedza swój rodzinny pałac w Radżastanie. Urzeczony tańczącą w deszczu Pallavi (Sridevi) zakochuje się w niej. Bezpośrednia, szczera i radosna dziewczyna jest jego przewodnikiem w egzotycznych dla NRI Indiach. Pokazuje mu swoje ulubione miejsce na pustyni Thar. Vir ma nadzieję, że nic nie stanie na przeszkodzie, aby Pallavi została jego żoną. Umierając jej zdruzgotany bankructwem ojciec czyni go opiekunem dziewczyny. Gdy Vir przyjeżdża pocieszyć ją w smutku po śmierci ojca, okazuje się, ze Pallavi kocha innego mężczyznę. Z bólem kryjąc swoje uczucia, organizuje on jej ślub z ukochanym Siddharthem i wyjeżdża do Londynu. Nie może tam zapomnieć Indii, które teraz mają dla niego twarz zamężnej nieświadomej jego miłości Pallavi. Jej listy budzą w nim ból przypominając o utraconej nadziei. Ale prawdziwy wstrząs przezywa Vir w chwili, gdy Pallavi z mężem ulega wypadkowi. Siddharth ginie na miejscu, a jego ukochana umiera przedwcześnie urodziwszy córeczkę Pooję. Mijają lata. Vir co roku przyjeżdża z Londynu do Radżastanu. Spotyka się ze swoją piastunką Daiją (Waheeda Rehman) przywożąc prezent dla dziewczynki. Nie chce jej jednak widzieć. Jej narodziny oznaczają dla niego śmierć ukochanej Palalvi. Pooja zaś od lat rośnie marząc o poznaniu swojego opiekuna. Wreszcie, gdy z dziecka wyrasta piękna dziewczyna o twarzy matki (Sridevi), Vir i Pooja spotykają się po raz pierwszy.

## Obsada
- Anil Kapoor – Viren
- Sridevi – Pallavi/Pooja
- Waheeda Rehman – Dai Jaa
- Anupam Kher – Prem
- Deepak Malhotra – Siddharth Bhatnagar
- Dippy Sagoo – Anita Malhotra
- Ila Arun – Cyganka
- Richa Pallod – młoda Pooja

## Muzyka i piosenki
Twórcami muzyki jest duet Shiv-Hari. Ścieżka dźwiękowa zawiera piosenki:
- Chudiyan Khanak Gayi
- Kabhi Main Kahoon
- Megha Re Megha
- Meri Bindiya
- Mohe Chedo Na
- Yaad Nahin Bhool Gaya

## Nagrody i nominacje
- Nagroda Filmfare dla Najlepszej Aktorki – Sridevi
- Nagroda Filmfare dla Najlepszego Aktora Komediowego – Anupam Kher
- Nagroda Filmfare dla Najlepszego Filmu – Yash Chopra
- Nagroda Filmfare za Najlepszy Scenariusz – Honey Irani
- Nagroda Filmfare za Najlepsze Dialogi – Dr. Rahi Masoom Reza
- nominacja do Nagrody Filmfare dla Najlepszego Reżysera – Yash Chopra
- nominacja do Nagrody Filmfare dla Najlepszego Aktora – Anil Kapoor
- nominacja do Nagrody Filmfare dla Najlepszej Aktorki Drugoplanowej – Waheeda Rehman